# Centrum für Nah- und Mittelost-Studien

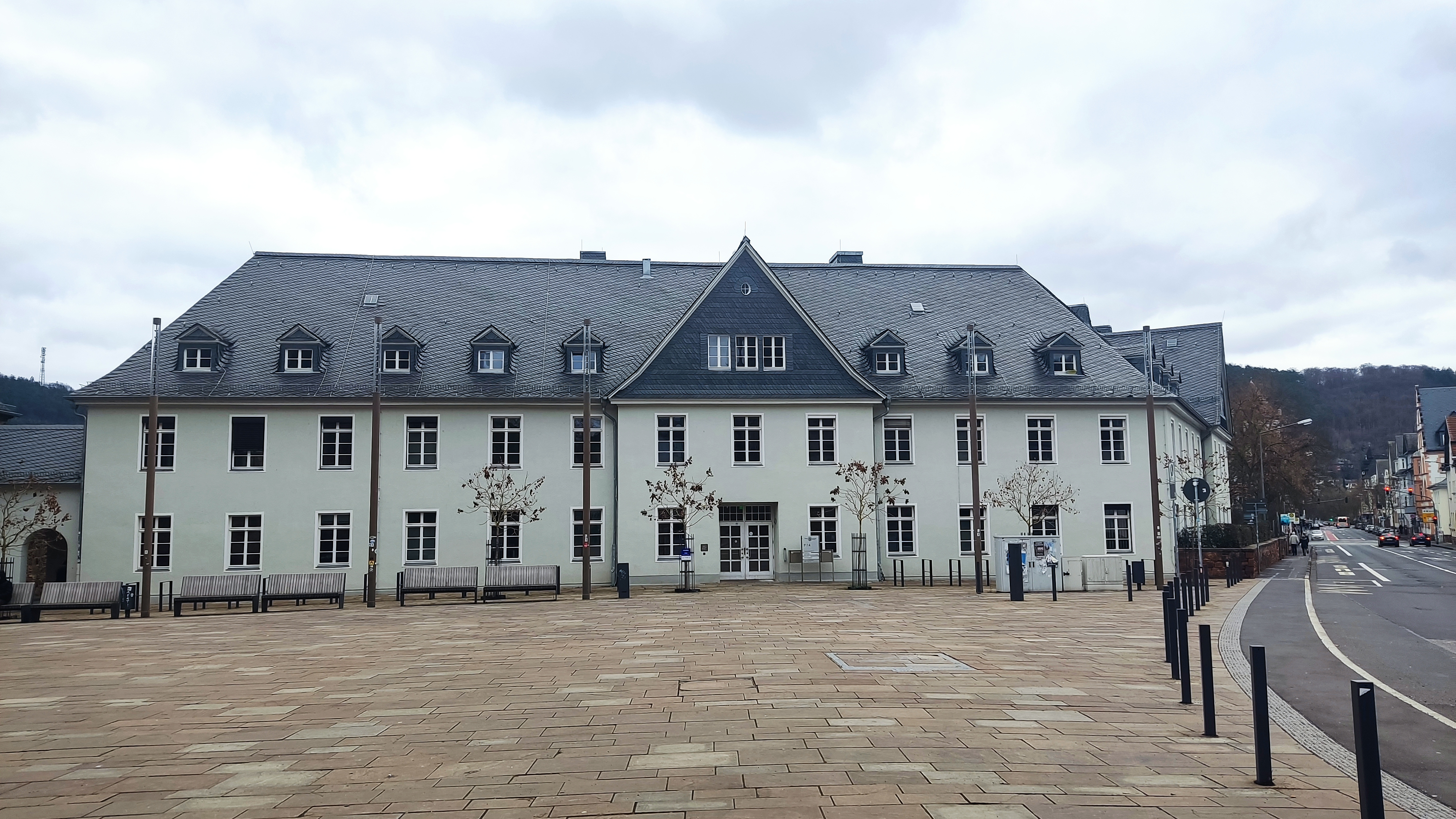
Geschäftsstelle des Centrum für Nah- und Mittelost-Studien in der Deutschhausstraße 12 in Marburg

Das Centrum für Nah- und Mittelost-Studien (CNMS) ist eine interdisziplinäre Forschungs- und Lehreinrichtung der Philipps-Universität Marburg. Es wurde 2006 gegründet und konzentriert die nahostbezogenen Studienrichtungen in Hessen. Mit seinem breiten Angebot in Forschung und Lehre gehört das CNMS mittlerweile zu den führenden Nahostinstituten in Deutschland. Geschäftsführende Direktorin ist seit 2024 die deutsche Islamwissenschaftlerin Bianca Devos.

## Geschichte
Die Philipps-Universität Marburg betreibt seit dem späten 19. Jahrhundert Forschung zum Nahen Osten. Zu den bedeutenden Forschern gehören Annemarie Schimmel, die später Professorin an der Harvard University wurde, und Stefan Wild. Das Marburger Centrum für Nah- und Mitteloststudien entstand im Rahmen einer Initiative zur Bildung geisteswissenschaftlicher Zentren in Hessen. Die offizielle Eröffnung fand am 11. Dezember 2007 statt. Es wurde mit dem Ziel gegründet, „die Geschichte, Kulturen, Gesellschaften und Religionen des Nahen und Mittleren Ostens sowie Nordafrikas von der Antike bis zur Gegenwart zu erforschen, in der Lehre zu vermitteln und einer breiteren Öffentlichkeit näher zu bringen.“ Die Einrichtung des Zentrums wurde vom Hessischen Ministerium für Wissenschaft und Kunst mit jährlich 1,2 Millionen Euro bis zur Evaluation im Jahr 2010 unterstützt.

## Struktur und Ausstattung
Das CNMS verfügt über sieben Professuren, was eine Erweiterung von ursprünglich zwei Professuren darstellt. Insgesamt arbeiten etwa 40 Personen am Zentrum. Die Räumlichkeiten des CNMS befinden sich in unmittelbarer Nähe der Elisabethkirche in Marburg. Das Zentrum bietet folgendes Spektrum an Fachgebieten an:
- Sprach-, Literatur- und Geschichtswissenschaften
- Arabistik
- Iranistik
- Politik und Wirtschaft des Nahen und Mittleren Ostens

Im Bereich der Lehre bietet das CNMS verschiedene Studiengänge an:
- Bachelor Nah- und Mitteloststudien (dreijährig)
- Bachelor Nah- und Mitteloststudien (international, vierjährig)
- Bachelor Historische Sprach-, Literatur- und Kulturwissenschaften (HSLK)

## Kooperationsuniversitäten
- ADA University, Baku, Aserbaidschan
- Universität Bagdad, Irak
- American University in Cairo, Ägypten
- Universität Tunis, Tunesien
- Universität Basel, Schweiz
- Firdausi-Universität Maschhad, Iran
- Universität Täbris, Iran
- Universität Aix-Marseille, Frankreich
- Bahçeşehir Üniversitesi, Istanbul, Türkei
- İstanbul Aydın Üniversitesi, Istanbul, Türkei
- Tadschikische Nationaluniversität, Dushanbe, Tadschikistan
- Cadi-Ayyad-Universität, Marrakesch, Marokko
- Université Mohammed VI Polytechnique, Rabat, Marokko
- University von Jordanien, Amman, Jordanien
- German-Jordanian University, Amman, Jordanien
- Universität Kairo, Ägypten
- Universität Schiras, Iran
- Helwan-Universität, Kairo, Ägypten
- Qatar Faculty for Islamic Studies, Hamad Bin Khalifa University Doha, Qatar
- Hebräische Universität Jerusalem, Israel
- Mohammed-V.-Universität, Rabat, Marokko
- Universität Teheran, Iran
- Ain-Schams-Universität, Kairo, Ägypten
- United Arab Emirates University, al-Ain, Vereinigte Arabische Emirate
- Universität Damaskus, Syrien (momentan nicht aktiv)

## Publikationen
Das CNMS gibt die interdisziplinäre, peer-reviewte Open-Access-Zeitschrift Middle East – Topics & Arguments (META) heraus. Diese Publikation wird seit Juli 2012 von der Deutschen Forschungsgemeinschaft unterstützt.